# 타이양 칸

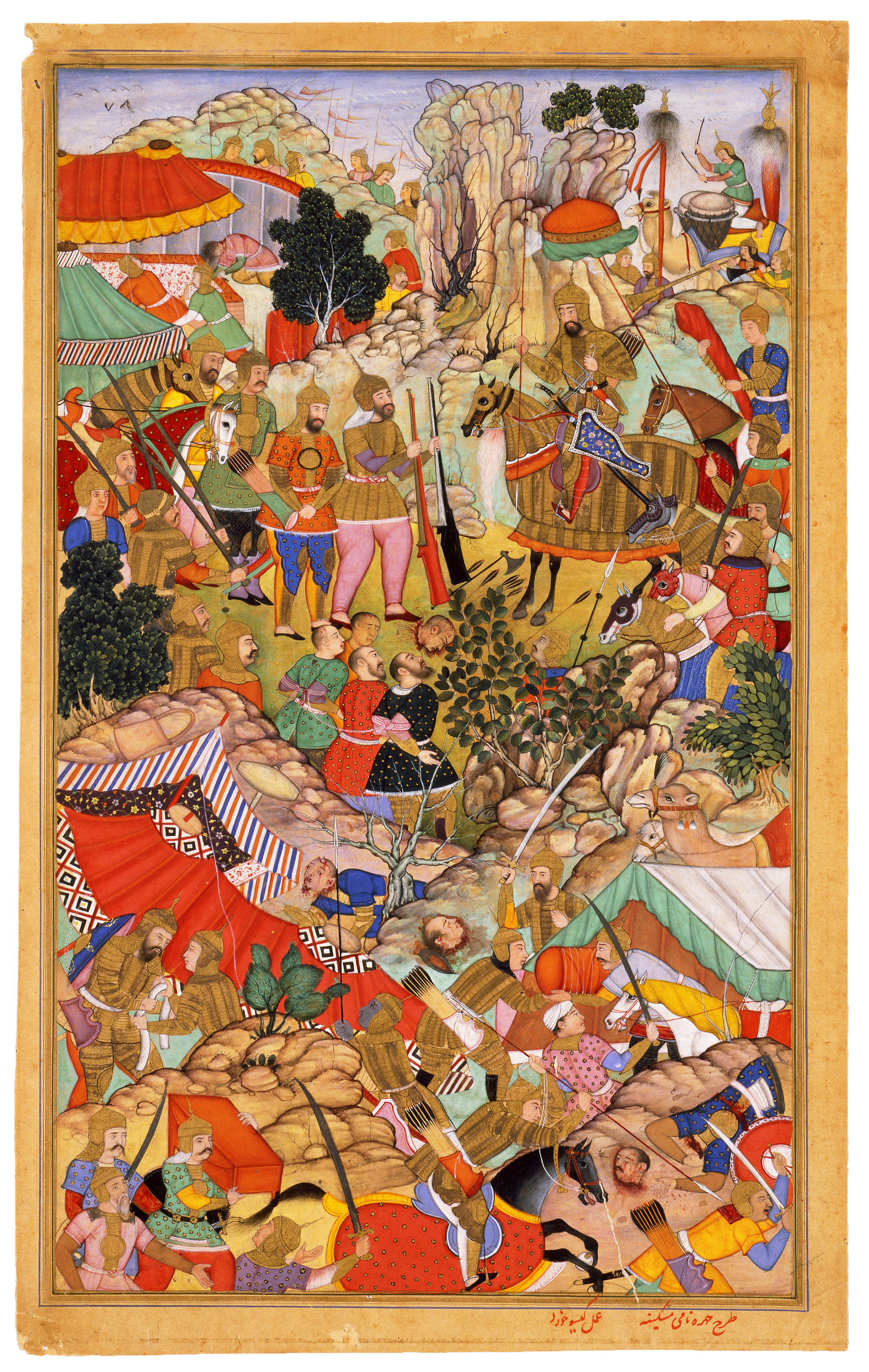

타이양 칸(Таян хан, 太陽汗, 생년 미상 ~ 1204년)은 몽골 서부의 유목 민족인 나이만족의 마지막 칸이다. 집사 등의 페르시아어 서적의 표기는 تايانك　خان, Tāyānk khān으로 기록되어 있다. 본명은 타이 부카(Tai Buqa, 脱兒魯黑). 후처는 그르베스이며 아버지는 이난차 비르게 칸이다. 그르베스는 타이양 칸의 계모이기도 했으며 이난차 비르게 칸이 죽자 타이양 칸과 혼인하였다. 그르베스는 동시에 타이양 칸의 아들 쿠츨루크의 계모이기도 했다.

## 생애
1198년에 나이만족 칸인 아버지 이난차 비르게 칸이 고령의 나이로 사망하자 뒤를 이어 즉위했으나 자신이 칸에 즉위하기 위해서 형을 살해하였기 때문에 이러한 잔인함에 분노한 이복동생 부이루크가 알타이 산맥 지역을 거점으로 스스로 칸을 칭했으므로 나이만족은 양분되었다. 몽골 중부에 세력을 떨치고 있는 케레이트족의 토그릴 완 칸(옹 칸) 및 그의 동맹자인 몽골족의 테무진(칭기스칸)이 세력을 확장하였고, 1202년에 메르키트족과 동맹하고, 몽골족을 습격하지만 대패했다.
1203년 토그릴 완 칸과 테무진이 사이가 나빠지면서, 이번은 토그릴 칸과 동맹하여 부이루크와 대항하는 계략을 세우지만, 테무진에 의해서 토그릴 칸이 패배하였고, 몽골 중부를 장악하여 강력한 세력을 가진 테무진과 싸우게 되었다. 타이양 칸은 몽골 남부 지방에 오르도스의 지역 유목 민족인 옹구트족과 동맹하여 몽골족을 포위하려고 하지만, 옹구트족의 칸 아라쿠시 테긴은 테무진의 몽골족 진영에 속해 있었다.
1204년 타이양 칸은 메르키트족과 오이라트족 그리고, 망명자 자무카 등과 연합군을 결성하여, 산맥을 넘어서 오르혼강에서 테무진이 인솔하는 몽골군의 대군과 전쟁을 했지만, 대패를 당했고, 케레이트족과 대등하였던 나이만족의 세력이 붕괴되었다. 몽골의 역사서 「원조비사」는 이 전쟁에 대하여, 타이양 칸의 진영에 있던 자무카가 몽골군의 군대 배치와 무장의 일화를 설명하면서, 겁쟁이였던 타이양 칸은 거기에 무서워하여 패배하였다고 되어있다. 타이양 칸 자신도, 이 전투로 진 상처가 원인으로 멀지 않아 죽었다.
타이양 칸의 사후 쿠츨루크는 숙부였던 부이루크에게 의지 하였다. 하지만, 숙부도 몽골군에 패배하였고, 쿠츨루크는 쫓겨서 중앙아시아의 서요의 황제 야율직로고에게 의탁하였고, 그의 사위가 되었고, 서요의 제위를 차지하였다. 하지만 1218년에 다시 칭기즈 칸의 장수 제베의 군대에게 패배하였고, 쿠츨루크는 파미르 고원으로 도망갔지만, 거기에 거주하는 무슬림들에게 참살되었다.
| 전임 이난차 비르게 칸 | 제4대 나이만족의 칸 1198년 ~ 1204년 | 후임 없음 |

| 전임 이난차 비르게 칸 | 제4대 나이만족의 족장 1198년 ~ 1204년 | 후임 쿠츨루크 |